# 卡爾拉格

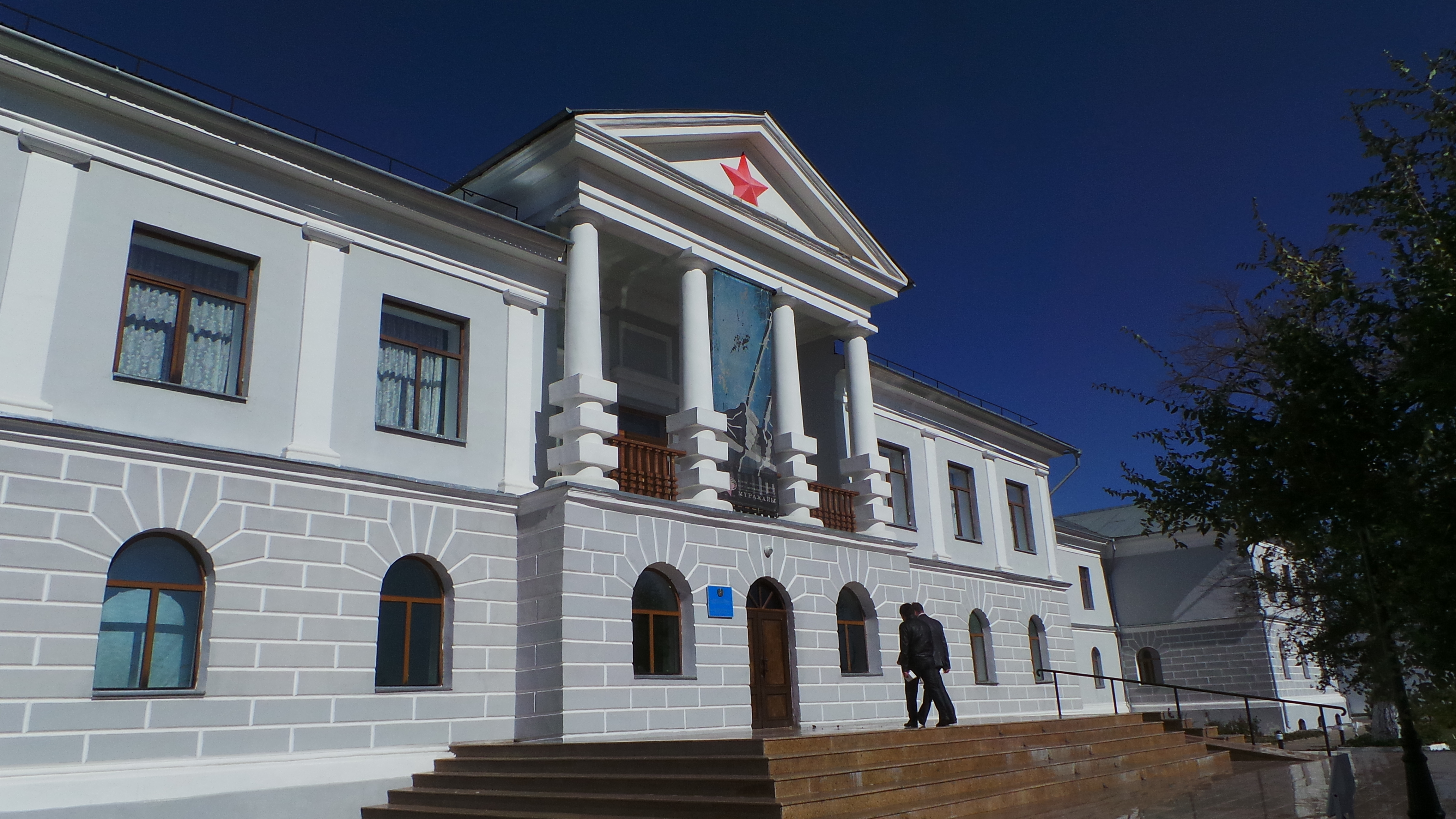
卡爾拉格養動勞教所博物館

卡爾拉格，正式名稱是卡拉干達養動勞教所，是蘇聯最大的古拉格之一，位於哈薩克斯坦的卡拉干達州。它成立於1931年，是大蘇聯地區及其民族加盟共和國偏遠地區的定居時期。為此對廉價勞動力的需求很高。成千上萬的囚犯每天只喝一碗湯就為國家創造了財富。人們被捕，從烏拉爾山脈以西發配到哈薩克斯坦中部龐大的勞教所，從北部的阿克莫拉地區到南部的楚河。後來，在第二次世界大戰之後，新增加的領土湧入了另一波“人民敵人”。這些人是希特勒軍隊俘虜，後來被蘇聯軍隊“解放”地區的移民和蘇聯戰俘。卡爾拉格囚犯中有很大一部分是政治犯-“人民公敵”，他們是蘇聯刑法第58條的受害者。在其歷史上，總共有超過1,000,000名囚犯在卡爾拉格服刑。
建立卡爾拉格的主要原因之一是在哈薩克斯坦中部-特別是卡拉干達煤礦盆地建立了由自由勞動力支持的大型農業基地，用於快速發展的工業。該營地建立在無人居住的空曠草原上，在北部和南部鄰近地區的幫助下，在最初的幾年內發展很快。 
卡爾拉格的總面積約為6800平方英里，其中只有300平方英里專門用於農業，其餘的則用於牧場。隨著領土的擴大，它吸收了一些平民定居點，其中包括在1906-1907年間移居這些地區的俄羅斯人，烏克蘭人和德國人。結果，在1931年，這些平民定居點被迫遷移。該行動是在NKVD部隊的幫助下執行的。哈薩克人的命運最悲慘。草原的集體化，被迫搬遷和沒收，將他們推到了卡拉甘達市及其鄰近地區。卡拉干達剛剛開始挖掘煤礦，因此許多重新安置的人被用作廉價勞動力。其他過著游牧民族生活的哈薩克人經常被剝奪牲畜，被迫在無法接受的條件下在礦區工作。被沒收的綿羊，駱駝，牛和馬被運送到新成立的“東方肉類”組織，該組織正在對其進行處理以養活勞動力。
空地很快被成千上萬的囚犯排滿。來自俄羅斯中部的新囚犯相繼到來。他們迅速散佈在草原建築鐵路，牲畜住房，營地員工住房。
卡爾拉格的指揮官只回答莫斯科內務人民委員會古拉格部門負責人的問題。蘇維埃，州或地方政府機構對營地的管理人員和監督人員所推動的行動沒有任何影響。它像一個管理機構繁重的殖民地，其部門包括：行政農業，計劃與控制，文化教育，人力資源，貿易，供應鏈，運輸，金融，政治，醫療等。
2020年，在Zhanalyk村，當地農民挖掘出至少55名NKVD死刑受害者的遺體。